# Profession: Reporter
Profession: Reporter (original titel Professione: reporter (italiensk) eller The Passenger (engelsk)) er en film instrueret af den italienske instruktør Michelangelo Antonioni. Filmen, der blev udsendt i 1975, har Jack Nicholson i hovedrollen og handler om en reporter fra en Tv-station, der på en opgave i Afrika overtager en død mands identitet. Filmen var den sidste af i alt tre engelsksprogede film, som producenten Carlo Ponti havde hyret Antonioni til at instruere. Den første var Blowup, efterfulgt af Zabriskie Point og den sidste Profession: Reporter.
Filmen deltog i konkurrencen om Den Gyldne Palme og blev tildelt Bodilprisen for bedste ikke-amerikanske film i 1976.

## Medvirkende
- Jack Nicholson... David Locke
- Maria Schneider... Pigen
- Steven Berkoff... Stephen
- Ian Hendry... Martin Knight
- Jenny Runacre... Rachel Locke
- Ambroise Bia... Achebe
- Charles Mulvehill... David Robertson

## Eksterne links
- The Passenger's officielle website hos Sony Pictures
- Profession: Reporter på Internet Movie Database (engelsk)
- Profession: Reporter på Filmdatabasen
- Profession: Reporter på Scope
- Profession: Reporter i Svensk Filmdatabas (svensk)
- Profession: Reporter på AlloCiné (fransk)
- Profession: Reporter på MovieMeter (nederlandsk)
- Profession: Reporter på AllMovie (engelsk)
- Profession: Reporter hos American Film Institute (engelsk)
- Profession: Reporter på Turner Classic Movies (engelsk)
- Profession: Reporter på The Movie Database (engelsk)

| Priser               | Priser                                            | Priser              |
| -------------------- | ------------------------------------------------- | ------------------- |
| Foregående: Amarcord | Bodilprisen for bedste ikke-amerikanske film 1977 | Efterfølgende: 1900 |